# Mindanao-Waldratte

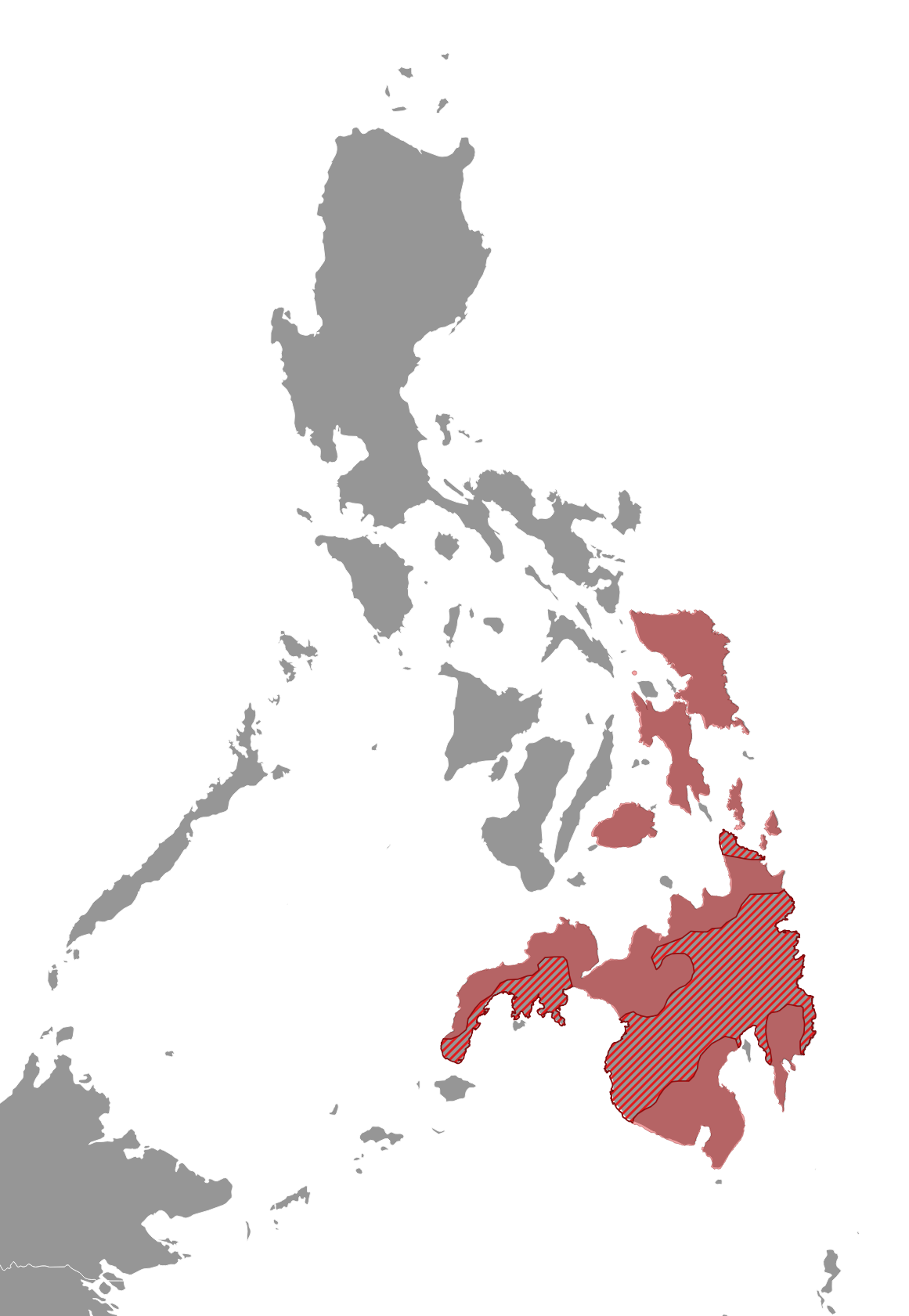
Verbreitungsgebiet der Mindanao-Waldratte

Die Mindanao-Waldratte (Bullimus bagobus) ist ein auf Mindanao und anderen philippinischen Inseln verbreitetes Nagetier in der Gattung der Philippinen-Moosmäuse. Das Typusexemplar stammt von den Hängen des Vulkans Apo.

## Merkmale
Mit einer Kopf-Rumpf-Länge von 228 bis 272 mm, einer Schwanzlänge von 175 bis 196 mm und einem Gewicht von 340 bis 600 g ist die Art ein recht großes rattenähnliches Tier. Sie hat 52 bis 61 mm lange Hinterfüße und 26 bis 32 mm lange Ohren. Beim braunen Fell der Oberseite sind die Haare hellbraun an der Wurzel und rosabraun bis olivbraun an den Spitzen. Es wird zu den Seiten hin mittelbraun und geht in die gelbliche bis weiße Unterseite über. Der nackte Schwanz hat eine hellere Unterseite und bei sehr wenigen Exemplaren eine weiße Spitze. Der Kopf ist durch sepiabraune Ohren gekennzeichnet. Der diploide Chromosomensatz besteht aus 42 Chromosomen (2n=42). Das einzige ähnliche Nagetier im Verbreitungsgebiet ist die Philippinische Waldratte (Rattus everetti). Bei dieser ist der Schwanz länger als Kopf und Rumpf zusammen. Zusätzlich hat sie im Verhältnis zum Körper kleinere Augen. Weibchen der Mindanao-Waldratte besitzen acht paarig angeordnete Zitzen.

## Verbreitung
Dieses Nagetier lebt auf Mindanao, Leyte, Bohol, Samar und auf kleineren Inseln der Region. Es hält sich im Hügel- und Bergland zwischen 200 und 1800 Meter Höhe auf. Die Exemplare bewohnen ursprüngliche Wälder und Sekundärwälder, die in höheren Lagen oft mit Moos behangen sind.

## Lebensweise
Soweit bekannt ist die Mindanao-Waldratte bodenbewohnend und nachtaktiv. Sie ernährt sich von verschiedenen Pflanzenteilen und Gliederfüßern. Ein Weibchen zeigte Anzeichen von zwei Embryos in der Gebärmutter.

## Gefährdung
Die Umwandlung der Wälder in Ackerflächen und neue Bergbaugebiete wirken sich negativ aus. Unabhängig davon gilt die Gesamtpopulation als stabil. Die IUCN listet die Art als nicht gefährdet (least concern).